# Dydnia (gemeente)
De gemeente Dydnia is een landgemeente in het Poolse woiwodschap Subkarpaten, in powiat Brzozowski.
De zetel van de gemeente is in Dydnia.
Op 30 juni 2004 telde de gemeente 8259 inwoners.

## Oppervlakte gegevens
In 2002 bedroeg de totale oppervlakte van gemeente Dydnia 130,02 km², waarvan:
- agrarisch gebied: 52%
- bossen: 39%

De gemeente beslaat 24,06% van de totale oppervlakte van de powiat.

## Demografie
Stand op 30 juni 2004:
| Omschrijving                   | Totaal | Totaal | Vrouwen | Vrouwen | Mannen | Mannen |
| ------------------------------ | ------ | ------ | ------- | ------- | ------ | ------ |
| eenheid                        | aantal | %      | aantal  | %       | aantal | %      |
| inwoners                       | 8259   | 100    | 4137    | 50,1    | 4122   | 49,9   |
| bevolkingsdichtheid (inw./km²) | 63,5   | 63,5   | 31,8    | 31,8    | 31,7   | 31,7   |

In 2002 bedroeg het gemiddelde inkomen per inwoner 1425,54 zł.

## Administratieve plaatsen (sołectwo)
Dydnia, Grabówka, Jabłonka, Końskie, Krzemienna, Krzywe, Niebocko, Niewistka, Obarzym, Temeszów, Ulucz, Witryłów, Wydrna.
Zonder de status sołectwo : Jabłonica Ruska

## Aangrenzende gemeenten
Bircza, Brzozów, Nozdrzec, Sanok